# Dos Homens Ilustres (Jerônimo)

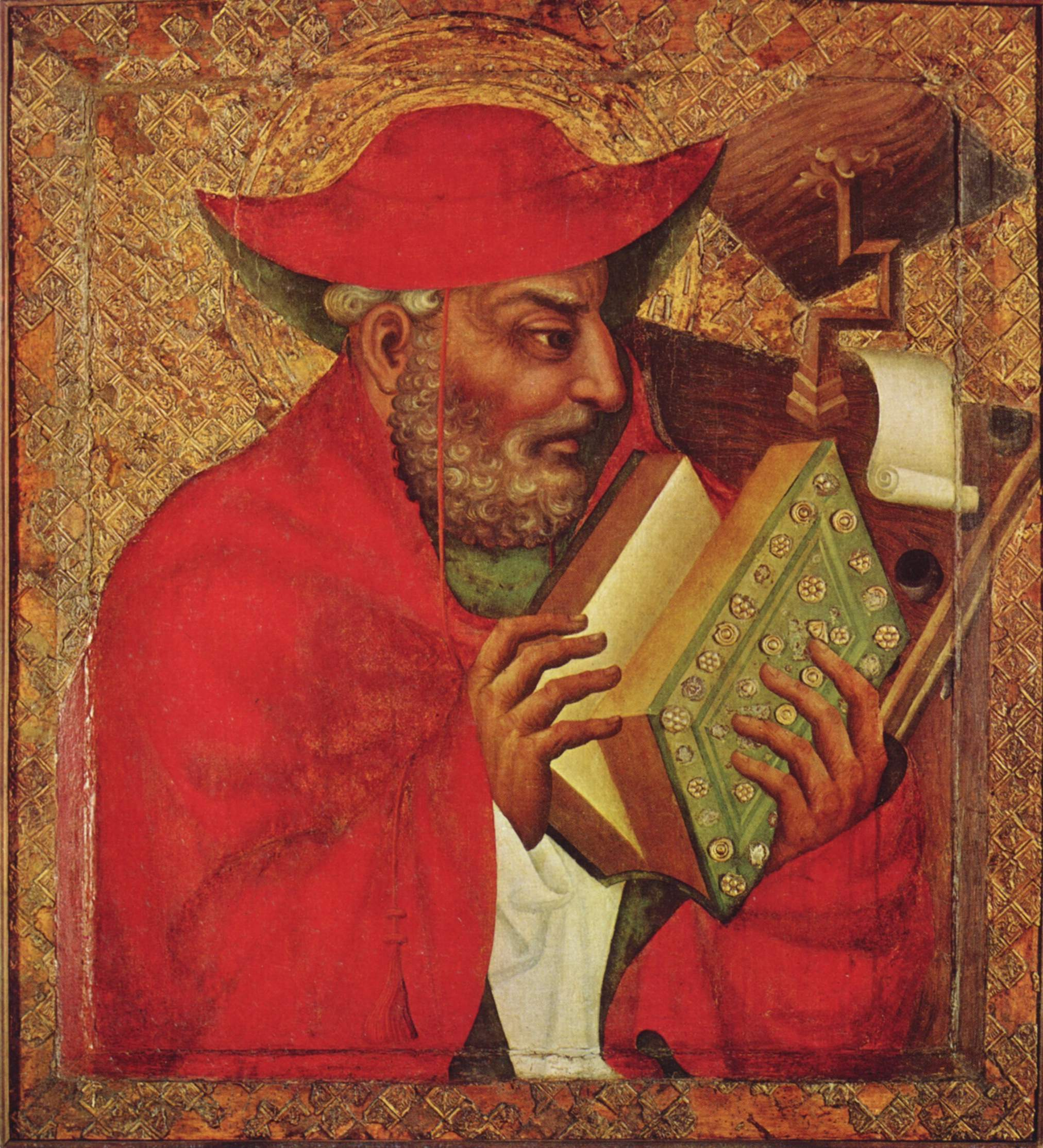
Jerônimo, autor dos Dos Homens Ilustres

Dos Homens Ilustres (em latim: De Viris Illustribus) é uma coleção de cento e trinta e cinco pequenas biografias compiladas pelo pai da Igreja latina do século IV, Jerônimo de Estridão. Ele completou seu trabalho em Belém em 392-3.

## Conteúdo
A obra consistem em um prólogo e mais cento e trinta e cinco capítulos, cada um uma breve biografia. O próprio Jerônimo é o objeto do último capítulo. Uma versão grega do livro, possivelmente pelo mesmo Sofrônio que é objeto do capítulo cento e trinta e quatro, também sobreviveu. Muitas das biografias são sobre cristãos importantes na história da Igreja, com especial atenção para suas carreiras como escritores. Foi "escrita como uma obra apologética para provar que a Igreja havia produzido homens instruídos". O livro foi dedicado à Flávio Dexter, que serviu como secretário de Teodósio I e como prefeito da guarda pretoriana para o imperador Honório (r. 395–423). Dexter era o filho de São Paciano, que foi eulogizado na obra.

## Biografias
Listados abaixo estão os cento e trinta e cinco biografados. Os números são dos capítulos encontrados na obra:
| - 1. Simão Pedro - 2. Tiago, o Justo - 3. Mateus - 4. Judas Tadeu - 5. Paulo de Tarso - 6. Barnabé - 7. Lucas - 8. Marcos - 9. João - 10. Hermas - 11. Fílon Judeu - 12. Lúcio Aneu Sêneca - 13. Flávio Josefo - 14. Justo de Tiberíades - 15. Papa Clemente I - 16. Inácio de Antioquia - 17. Policarpo de Esmirna - 18. Papias de Hierápolis - 19. Quadrado de Atenas - 20. Aristides de Atenas - 21. Agripa Castor - 22. Hegésipo - 23. Justino Mártir - 24. Melito de Sardes - 25. Teófilo de Antioquia - 26. Apolinário Cláudio - 27. Dionísio de Corinto - 28. Pinito de Creta - 29. Tatiano - 30. Felipe de Creta - 31. Musano - 32. Modesto - 33. Bardesanes da Mesopotâmia - 34. Papa Vítor I | - 35. Ireneu de Lyon - 36. Panteno - 37. Rodo - 38. Clemente de Alexandria - 39. Papa Melquíades - 40. Apolônio, o Apologista - 41. Serapião de Antioquia - 42. Apolônio de Éfeso - 43. Teófilo de Cesareia - 44. Báquilo de Corinto - 45. Polícrates de Éfeso - 46. Heráclito - 47. Máximo - 48. Cândido - 49. Ápio - 50. Sexto - 51. Arabiano - 52. Judas - 53. Tertuliano - 54. Orígenes - 55. Amônio de Alexandria - 56. Ambrósio de Alexandria - 57. Trifo - 58. Minúcio Felix - 59. Caio - 60. Berilo - 61. Hipólito de Roma - 62. Alexandre de Jerusalém - 63. Júlio Africano - 64. Gemino - 65. Gregório Taumaturgo ou (Gregório de Neocesareia) - 66. Cornélio - 67. Cipriano de Cartago - 68. Pôncio de Cartago | - 69. Dionísio de Alexandria - 70. Novaciano - 71. Málquio de Antioquia - 72. Arquelau - 73. Anatólio de Laodiceia - 74. Vitorino de Pettau - 75. Pânfilo de Cesareia - 76. Piério - 77. Luciano de Antioquia - 78. Fíleas - 79. Arnóbio de Sica - 80. Lactâncio - 81. Eusébio de Cesareia - 82. Retício - 83. Metódio de Olimpos - 84. Juvenco - 85. Eustácio de Antioquia - 86. Marcelo de Ancira - 87. Atanásio de Alexandria - 88. Antão do Deserto (ou Antônio, o Grande) - 89. Basílio de Ancara - 90. Teodoro - 91. Eusébio de Emesa - 92. Trifílio - 93. Donato de Casa Nigra - 94. Astério, o Sofista - 95. Lúcifer de Cagliari - 96. Eusébio da Sardenha - 97. Fortunaciano - 98. Acácio de Cesareia - 99. Serapião - 100. Hilário de Poitiers - 101. Vitorino - 102. Tito de Bostra | - 103. Papa Dâmaso I - 104. Apolinário de Laodiceia - 105. Gregório de Elvira - 106. Paciano - 107. Fotino de Sirmio - 108. Foebádio de Agen - 109. Dídimo, o Cego - 110. Optato de Milevo - 111. Acílio Severo - 112. Cirilo de Jerusalém - 113. Euzoio - 114. Epifânio de Salamis - 115. Efrém da Síria - 116. Basílio de Cesareia - 117. Gregório de Nazianzo - 118. Lúcio - 119. Diodoro de Tarso - 120. Eunômio de Cízico - 121. Prisciliano - 122. Latroniano - 123. Tiberiano - 124. Ambrósio de Milão - 125. Evágrio de Antioquia - 126. Ambrósio, discípulo de Dídimo, o Cego - 127. Máximo I de Constantinopla - 128. Gregório de Níssa - 129. João, o Presbítero - 130. Gelásio de Cesareia - 131. Teótimo de Tômis - 132. Flávio Dexter - 133. Anfilóquio de Icônio - 134. Sofrônio - 135. Jerônimo, o Presbítero |

## Relato de Jerônimo sobre si
Na conclusão de Dos Homens Ilustres, Jerônimo nos fornece sua própria biografia como sendo o mais recente exemplo de obra erudita dos cristãos. No capítulo cento e trinta e cinco, ele sumariza sua carreira assim:
| “ | Eu, Jerônimo, filho de Eusébio, na cidade de Estridão, que fica na fronteira entre a Dalmácia e a Panônia e que foi tomada pelos Godos, até o presente ano, ou seja, o décimo quarto do imperador Teodósio I (r. 378–395), escrevi o seguinte: Vida de Paulo, o monge, um livro de Epístolas para diferentes pessoas, uma Exortação a Heliodoro, Controvérsia de Luciferano e Ortodoxo, Crônica da história universal, 28 homilias de Orígenes sobre Jeremias e Ezequiel, que eu traduzi do grego para o latim, Sobre os Serafins, Sobre Osana, Sobre os filhos pródigos e prudentes, Sobre as três questões da antiga lei, Homilias no Cântico dos Cânticos dois, Contra Helvídio, Sobre a perpétua virgindade de Maria, Para Eustóquio, Sobre manter a virgindade, um livro de Epístolas para Marcela, uma carta consoladora para Paula Sobre a morte de uma filha, três livros de Comentários sobre a Epístola de Paulo aos Gálatas, assim como três livros sobre Comentários sobre a Epístola aos Efésios, Sobre a Epístola a Tito um livro, Epístola a Filêmon um, Comentário sobre Eclesiastes, um livro sobre Questões hebraicas no Gênesis, um livro Sobre lugares na Judeia, um livro sobre Nomes hebreus, Dídimo sobre o Espírito Santo, que eu traduzi para o latim um livro, Trinta e nove homilias sobre Lucas, Sobre os Salmos 10 a 16, sete livros, Sobre o monge cativo, A vida do abençoado Hilário. Eu traduzi o Novo Testamento do grego e o Antigo Testamento do hebreu, e quantas cartas eu escrevi à Paula e a Eustóquio não sei, pois escrevo diariamente. Eu escrevi além disso, dois livros sobre Explicações sobre Miqueias, um livro Sobre Naum, dois livros Sobre Habacuque, um Sobre Zefânias, um Sobre Ageu e muitos outros sobre profetas que ainda não estão terminados, e que eu ainda estou trabalhando. | ” |
|   | — Jerônimo, Dos Homens Ilustres. |   |